# Istorija Estonije
Istorija Estonije je istorija prostora današnje Republike Estonije i naroda Estonaca od praistorije do danas.

## Praistorija
Područje Estonije je naseljeno od kraja Pleistocenskog ledenog doba, oko 10.000. p. n. e.. Najranije naseobine se povezuju s mezolitskom kulturom Kunda, a najstarije su u okolini reke Parnu iz oko 9. milenijuma pne. Kultura Kunda je dobila ime prema naselju Kunda iz Lamasmae u severnoj Estoniji (iz oko 8.500. p. n. e.). Nalazi ove kulture (koštano, kameno, ali i oruđe od minerala i kvarca) potiču i iz drugih delova Estonije, ali i Litvanije, severne Latvije i južne Finske.
Početkom 4. milenijuma pne. u Estoniju je došla tzv. Kultura češljastih ukrasa (nazvana po ukrasima na lončariji koji su se dobijali pritiskanjem češlja u posudu pre pečenja). Pogrebni običaji ove kulture uključivali su polaganje u grob figura životinja, posebno ptica i zmija - ali i ljudi, koje su bile izrezbarene od kosti i jantara. Nalazi ove kulture su pronađeni od severne Finske do istočne Pruske.
Krajem bronzanog doba i početkom ranog gvozdenog doba nastale su velike pomene u društvu, pre svega prelazak na poljoprivredu koja je ostala glavna grana estonske privrede. Do kraja 5. veka naseobine su rasle, kao i njihov broj stanovnika.

## Drevna istorija
Estonce je prvi spomenuo rimski istoričar Tacit u svom delu Germanij iz 1. veka p. n. e.., a uticaji Rimskog carstva su bili vidljivi. Za vreme gvozdenog doba Estonce su često napadali Vikinzi iz Skandinavije, ali su i oni napadali preko Baltika. Zabeleženo je da su estonski gusari opljačkali i spalili švedski grad Sigtunu 1187. god.
U to vreme je Estonija politički podeljene na pokrajine (est. kihelkond) i zemlje (maakond). Pokrajine su se sastojale od nekoliko sela sa većem staraca na čelu i svaka provincija je imala barem jedno utvrđenje. Odbranu okoline vodio je najviši član veća, kasnije poznat kao kralj. Svaka se zemlja sastojala od nekoliko pokrajina koje je vodilo ili veće ili kralj. Do 13. veka u Estoniji se prepoznaju zemlje: Revala, Harjuma, Sarema, Hiuma, Lanema, Alempois, Sakala, Ugandi, Jogentagana, Supulitse, Vajga, Meh, Nurmekund, Jarvama i Viruma.

## Srednji vek
U 11. i 12. veku područjem Estonije prolaze Danci i Šveđani, a između 1030. i 1192. godine ih neuspešno pokušavaju osvojiti Rusi.
Estonija je dugo ostala paganskom zemljom, a vrhovno božanstvo njihove politeističke religije bilo je Tarapita. To se spominje u Hronikama Henrika iz Livonije (lat. Heinrici Cronicon Lyvoniae) koji ga naziva vrhovnim božanstvom Oeselijanaca (stanovnika ostrva Sarema), ali i Vironijaca u severnoj Estoniji. U Virumi je postojalo sveto brdo s drvenim građevinama na kojem se verovalo da je rođen Tarapita (verojatno brdo Ebavere (Ebavere mägi) u današnjem okrugu Lane-Viruma. Prema istoj hronici, krstaši, koji su izvršili invaziju na Vironiju 1220. godine, proterali su sledbenike Tarapitua na ostrvo Sarema.
Na početku 13. veka, Lembitu od Lehole, poglavar pokrajine Sakala želeo je da ujedini Estonce, te da odbaci Dance i Nemce koji su započeli Severni krstaški rat. Uspeo je da skupi oko 6.000 vojnika iz svih okolnih zemalja, ali je poginuo u bici na dan sv. Mateje (septembar 1217. godine). Tada Estoniju osvaja nemački viteški red (Tevtonci). Pokrštavanje zemlje je sproveo nemački viteški red Livonijsko bratstvo mača, koji su osvojili i južnu Estoniju. U isto vreme, Danska je pokušala da zauzme severnu Estoniju. Osvajanje Estonije je dovršeno 1227. godine, kada severna Estonija sa ostrvima dospeva pod Dansku, a južna Estonija i Latvija pod nemačku vlast.
Estonija je postala deo Livonijske konfederacije od 1228. godine do 1560-ih. Reval (koji se od 1918. zove Talin) je dobio pravo slobodnog grada od strane Libeka 1248. godine i postao je članicom udruženja trgovačkih gradova ili Hanza lige. Godine 1343, stanovnici severne Estonije i ostrva Sarema su digli bunu protiv nemačke vlasti (tzv. Pobuna na noć sv. Jurja), koja je krvavo ugušena 1345. Sledeće godine (1346) Danci prodaju suverenitet nad svojim delom Estonije Nemcima.
Rusija je neuspešno pokušavala da okupira Estoniju 1481. i 1558. godine.
Protestantska reformacija u Evropi, koju je pokrenuo Martin Luter (1519), imala je snažan odjek među baltičkim zemljama. Ideje reformacije su bile opštepoznate u Livonijskoj konfederaciji već do 1520-ih. Jezik, obrazovanje, vera i politika su se strašno promenile. Crkveni obredi su se počeli održavati na domaćem jeziku, umesto latinskog.

## Između Švedske i Rusije
Između 1558. i 1629. godine Estoniju postupno zauzima Švedska. Tokom Livonskog rata 1561. godine, severna Estonija je došla pod švedsku kontrolu, dok je južna potpala pod kratkotrajnu kontrolu Poljsko-litvanskog saveza 1580-ih.
Godine 1625. cela Estonija je potpala pod švedsku kontrolu i podeljena je na dve administrativne celine: švedsku Estoniju na severu i Livoniju na jugu (južna Estonija s Latvijom). Ova podela će potrajati sve do početka 20. veka. Godine 1631. švedski kralj Gustav II Adolf, (Gustavus Adolphus), prisilio je plemiće da odobre veča prava seljacima, iako se kmetstvo zadržalo. Na Univerzitetu u Tartu je 1632. osnovana prva štamparija. Ovo razdoblje je poznato u Estoniji kao „Dobro staro švedsko doba”.
Nakon Velikog severnog rata i mira u Ništadu 1721. godine Estonija dolazi pod suverenitet Rusije. Pravni sistem, luteranska crkva, obrazovanje, ali i lokalna i gradska uprava su ostale nemačke sve do kraja 19. veka, a delom i sve do 1918. godine.
Do 1819, zajedno s ostalim baltičkim pokrajinama, Estonija je prva ukinula kmetstvo tako da su seljaci mogli da osnovaju svoja domaćinstva ili da se sele u gradove. Ovo je postao temelj prvirednog rasta koji je zatim omogućio jačanje nacionalizma i diferencijacije estonske kulture i identiteta. Estonski narodni preporod je bio u duhu mnogih sličnih pokreta koji su se javili polonom 19. veka u celoj Evropi.

### Estofilski narodni preporod
Estofilska visokoobrazovna klasa (fuzija obrazovanih Nemaca i Estonaca) se divila drevnoj kulturi i slobodi Estonaca od pre okupacije od strane Danaca i Nemaca u 13. veku. Estofilski prosvetiteljski pokret je označio prelaz sa estonske religijske literature na novine i štampu za šire mase pisane na estonskom jeziku.
Ovaj kulturni pokret pokrenuo je sve-estonske festivale (koji su se redovito održavali od 1869) i na kraju uvođenje estonskog jezika u škole. Razvila se i bogata estonska književnost, te je „Kalevipoeg”, estonski nacionalni ep, štampan 1861. godine istovremeno estonskom i nemačkom jeziku.
Odgovor Moskve bila je snažna rusifikacija, posebno snažna za vreme cara Aleksandra III (1881–1894). Tada je uninuta lokalna samouprava baltičkih pokrajina, a nastupa intenzivna rusifikacija u upravi, školstvu i sudstvu.

## Borba za nezavisnost
Nakon Oktobarske revolucije 1917. godine i nemačkih pobeda protiv Crvene armije, izabrano je Estonsko narodno veće (Maapäev) i formirana je privremena vlada koja proglašava nezavisnost Estonije u Talinu, 24. februara 1918. godine. Iste godine, s povlačenjem sovjetske vojske, Estoniju zauzimaju nemačke trupe i započinje Estonski oslobodilački rat ili Vaps pokret (estonski: Eesti Vabadussõjalaste Keskliit). Nakon kapitulacije Nemačke u Narvi, proglašena Estonska Sovjetska Republika. Međutim, već sledeće godine (1919), istovremenom pobedom Estonske oslobodilačke vojske nad Crvenom armijom i Nemačkim dobrovoljcima (Freikorps), Estonija je proglasila nezavisnost od Sovjetskog Saveza, a sa Nemcima je mir potpisan u Tartu 2. februara 1920. godine.

## Nezavisna Republika Estonija
Prva zemlja koja je priznala Estoniju bila je Finska 7. srpnja 1920, a usledile su Poljska (31. decembra), Argentina (12. januara 1921) i zapadni Saveznici 26. januara iste godine. Estonija je zadržala svoju neovisnost tokom sledeće 22 godine. Isprva kao parlamentarna demokratija (Rigikogu), a od 1934. godine (raspuštanjem parlamenta) nakon Velike svetske krize, vlast preuzima Konstantin Pjats. On je uveo diktatorski režim i nastojao je da sklopi obrambeni savez s Nemačkom. On je bio predsednik do 1938. godine kada se ponovno uspostavljaju parlamentarni izbori.

### Estonija u Drugom svetskom ratu
Paktom Hitler-Staljin iz 1939. godine, Estonija je pripala sovjetskoj interesnoj sferi. SSSR je zauzeo Estoniju 1940. godine. i u avgustu je anektirao kao Estonsku Sovjetsku Socijalističku Republiku.
Od 14. juna 1941. godine usledile su masovne deportacije u kojima su mnogi političari i intelektualci, ali i obični građani, ubijeni ili preseljeni u udaljene delove Sovjetskog Saveza.
Kada su nemačke snage u Operaciji Barbarosa napale Sovjetski savez, oko 34.000 Estonaca je prisilno mobilizovano, a manje od 30% njih je preživelo rat. U to vreme političke zatvorenike koje nisu mogli da deportuju NKVD je eliminisala. Nemačke snage u suradnji sa Estonskim partizanima (Šumska braća) zauzele su Narvu 17. avgusta, a Talin 28. avgusta. Odmah nakon što su proterali sovjetsku vojsku, nemačka vojska je razoružala partizane. Iako su isprva Estonci smatrali Nemce za osloboditelje, ubrzo su shvatili kako su samo promenili okupatora. Usledilo je pustošenje zemlje i holokaust, a Estonci koji nisu podržavali nacizam su radije pristupili finskoj vojsci.
U januaru 1944. godine Crvena armija je nadirala preko granica Estonije i Estonci su masovno odgovorili pozivu na mobilizaciju protiv soveta (38.000 dobrovoljaca u jednom danu). Estonci koji su bili u finskoj vojsci su došli preko Baltika uz potporu Finske koja se nadala da će ovom akcijom podstaći zapad da im pomogne u borbi protiv sovjeta.
Žrtve tokom Drugog svetskog rata u Estoniji se procenjuju na 25% ukupne populacije u državi (oko 90.000), jedna od najviših stopa u Evropi. One uključuju ratne žrtve, ali i nestale i deportovane u sovjetskim deportacijama 1941. godine, i nemačkim deportacijama i holokaustu.

## Estonska SSR
Dana 12. januara 1949. godine Veće ministara Sovjetskog saveza donelo je odluku o „progonu i deportaciji” Baltičkih naroda, tzv. kulaka i njihovih porodica, kao i porodica „bandita, nacionalista i drugih”. Više od 200.000 ljudi je deportirano iz Baltičke regije od 1940. do 1953. godine, uključujući najmanje 75.000 (više od 10% ukupne populacije odraslih) koji su poslati u logore smrti (gulage).
Ratna šteta i sovjetska planska privreda su usporili ekonomski razvoj Estonije koja je na kraju jako zaostajala od zemalja u regiji (Finska, Švedska). Takođe, veliki delovi zemlje su militarizovani, ponajviše morska obala i ostrva (uključujući Sarema, Hiuma i grad Paldiski koji je postao glavni centar za nuklearne podmornice) koji su proglašeni „graničnom zonom”. Stotine hiljada Rusa i drugih naroda iz celog Sovjetskog saveza je dovedeno u Estoniju da pripomognu industrijalizaciji i militarizaciji, čime se broj stanovnika povećao za pola miliona u 45 godina. Do 1980. kada je održano naticanje u jedrenju u Talinu, u sklopu Olimpijskih igara u Moskvi, rusifikacija i imigracija su izazvale opšte proteste.

### Obnova nezavisnosti
SAD, Velika Britanija, Francuska i većina zapadnih zemalja su smatrali aneksiju Estonije nezakonitim činom, te nisu priznavali Estonsku SSR, a održavali su diplomatske veze s predstavnicima Nezavisne Estonije koji su bili u izgnanstvu. Slabljanjem sovjetskog autoriteta 1980-ih, estonska ideja nezavisnosti je jačala. „Raspevana revolucija” iz 1989. kulminirala je simboličanim pokretom nazvanim Baltički put, koji se sastojao od lanca 2 miliona ljudi koji su se držali za ruke od Litvanije, Letonije do Estonije. Deklaracija o nezavisnosti Estonije je izdata 16. novembra 1989, a službenu nezavisnost je Estonija objavila nakon raspada Sovjetskog Saveza 20. avgusta 1991. godine (tokom pokušaja državnog udara u Moskvi) i time je obnovila nezavisnu Estoniju od pre 1940. godine. Prva zemlja koja je priznala Estoniju bila je Island, a sovjetska vojska je morala da napusti Estoniju do 31. avgusta 1994. godine.

## Literatura
- Jones, Prudence; Pennick, Nigel (1995). A history of pagan Europe. London: Routledge. ISBN 978-0-415-09136-7.
- Lieven, Anatol (1993). The Baltic Revolution: Estonia, Latvia, Lithuania and the Path to Independence. Yale University Press. ISBN 978-0-300-05552-8.
- Mäesalu, Ain; Lukas, Tõnis; Laur, Mati; Tannberg, Tõnu; Pajur, Ago (2004). History of Estonia. Tallinn, Estonia: Avita. ISBN 978-9985-2-0606-5.
- Made, Tiit; "Estonians Liberation Way" (20 August Club, Tallinn, 2015)
- O'Connor; Kevin The History of the Baltic States (Greenwood Press, 2003) online edition Архивирано на веб-сајту  (28. јун 2008)
- Palmer, Alan. (2006). The Baltic: A new history of the region and its people. New York: Overlook Press.; published In London with the title  Northern shores: a history of the Baltic Sea and its peoples (John Murray, 2006).
- Parming, Toenu (1975). The Collapse of Liberal Democracy and the Rise of Authoritarianism in Estonia. Sage.
- Rauch, Georg von (1974). The Baltic States: The Years of Independence. Estonia, Latvia, Lithuania, 1917–1940. University of California Press. ISBN 978-0-520-02600-1.
- Raun, Toivo U. Estonia and the Estonians., 2nd ed. (Hoover Institution Press, 2002), long the standard work
- Raun, Toivo U. "The Estonians" in Edward C. Thaden, ed., Russification in the Baltic Provinces & Finland, 1855–1914 (1981), pp. 287–354.
- Ruutsoo, Rein. "The Cultural Profile of Estonia, Latvia and Lithuania Between the Two World Wars," Acta Bibliothecae Nationalis Estoniae (2004), Vol. 10, pp. 13–59. Compares national culture, state formation, civil society, and elite social groups in Estonia, Latvia and Lithuania.
- Smith, David James; Pabriks, Artis; Purs, Aldis; Lane, Thomas (2002). The Baltic states: Estonia, Latvia and Lithuania. London: Routledge. стр. 24. ISBN 978-0-415-28580-3.
- Subrenat, Jean-Jacques (2004). Estonia: identity and independence. Rodopi. ISBN 978-90-420-0890-8. online edition
- Taagepera, Rein (1993). Estonia: Return to Independence. Westview Press. ISBN 9780813317038. Архивирано из оригинала 07. 01. 2005. г.
- Opća i nacionalna enciklopedija br. 12., Večernji list d. d. . Zagreb. 2007. ISBN 978-953-7224-12-0 Проверите вредност параметра |isbn=: checksum (помоћ). Недостаје или је празан параметар |title= (помоћ)
- The Times Povijest svijeta. Zagreb. 2002. ISBN 978-953-6510-62-7.